# Monastère Santa Maria Teodote
Le monastère Santa Maria Teodote, également connu sous le nom de Santa Maria della Pusterla, était l'un des plus anciens et des plus importants monastères féminins de Pavie, en Lombardie, aujourd'hui en Italie. Fondé au VIIe siècle, il s'élevait à l'endroit où se trouvait le séminaire diocésain et fut supprimé au XVIIIe siècle.

## Histoire
Elle fut fondée au VIIe siècle, sous le règne du roi lombard Cunipert entre 679 et 700 par le noble Gregorius et abrita une chapelle (ou oratoire) dédiée à saint Michel (démoli en 1867, dont les restes firent l'objet d'un enquête archéologique dans les années 1970),. De l'oratoire lombard, perdu comme tout l'ensemble du début du Moyen Âge, proviennent les Plutei de Théodote (maintenant conservés dans les musées civiques de Pavie), parmi les plus hauts spécimens de sculpture lombarde à avoir survécu jusqu'à ce jour. Le monastère s'appelait "della Pusterla" en raison de la proximité d'une petite porte de la ville ou "di Theodota" car il abritait Theodota, une noble byzantine.
Le monastère a reçu de nombreuses donations impériales et diplômes confirmant ses possessions des empereurs Lothaire I (833, 834, 839, 841), Louis le Germanique (871), Carloman de Bavière (876), Charles III le Gros (880), Arnulf de Carinthie (895), Louis III l'Aveugle (901), Bérenger I, Hugues d'Arles, Otto I, Otto III, Henri II et Frédéric I. Dans le diplôme impérial d'Otton III du 1er août 996, il apparaît que le monastère possédait des terres à Lomellina et des droits de pêche sur le Pô. Aux XIIe – XIIIe siècles, les principales propriétés du monastère étaient concentrées à Fidenza (environ 550 hectares), autour de Voghera (environ 150 hectares) et de Zenevredo, lieu où le monastère détenait des droits seigneuriaux et des parts majoritaires dans le château local,. Le monastère, qui devint une abbaye et accueillit la réforme bénédictine vers le IXe siècle comme pour les autres, fut rattaché en 1473 à la Congrégation de Cassino. En 1778, 43 religieuses y vivaient, mais en 1799, comme les autres grands monastères de la ville, il fut supprimé par les institutions de la République cisalpine et ses biens confisqués, tandis que les archives de l'institution furent déposées à l'État Archives de Milan. Contrairement aux autres monastères, cependant, il revint bientôt à un usage religieux, puisqu'en 1868 s'y installa le séminaire épiscopal, qui y a toujours son siège.

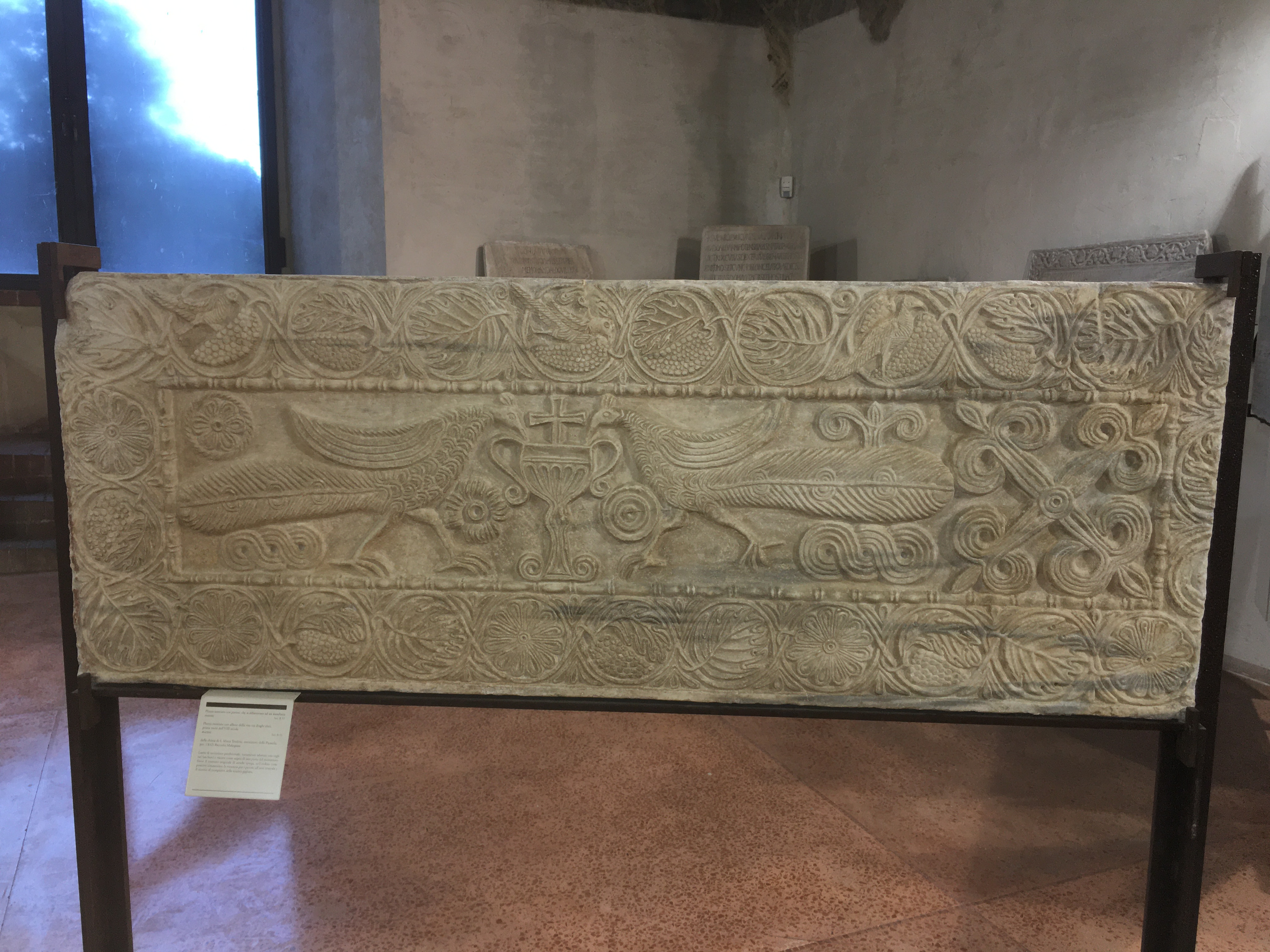
Plutei de Theodota avec des paons de l'oratoire de San Michele alla Pusterla, début du VIIIe siècle, Musées Civiques de Pavie.
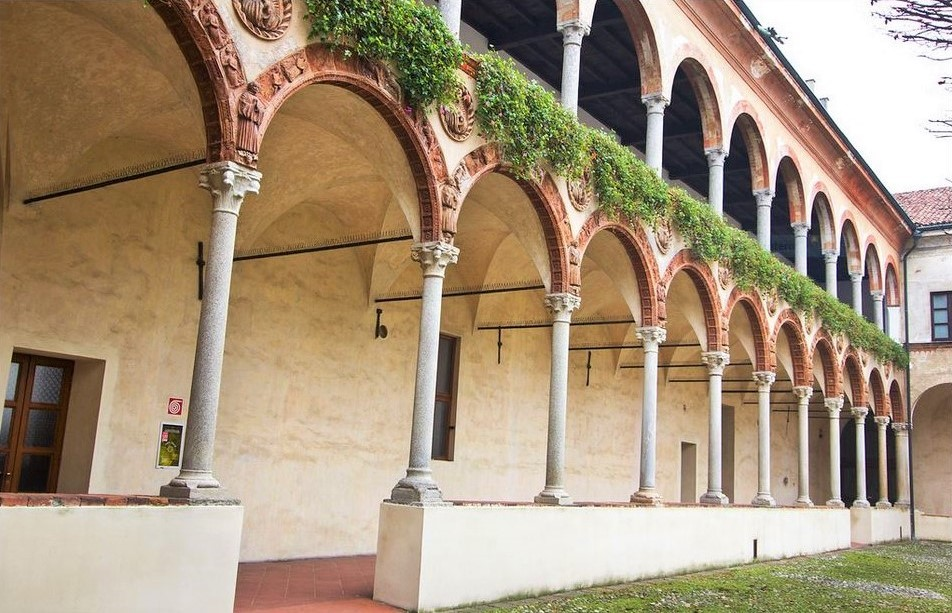
Le cloître Renaissance.
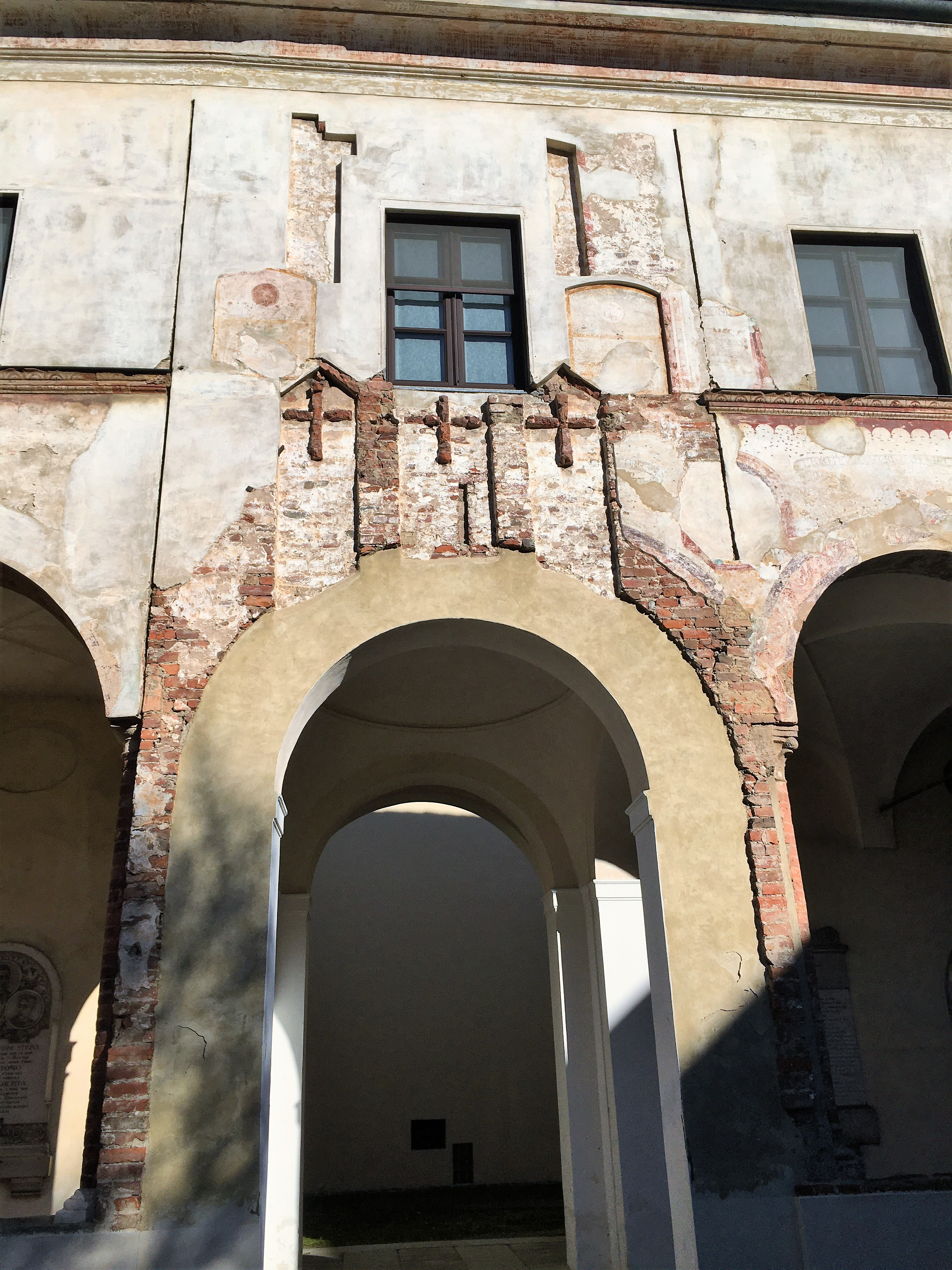
Vestiges du clocher lombard incorporés au cloître Renaissance.
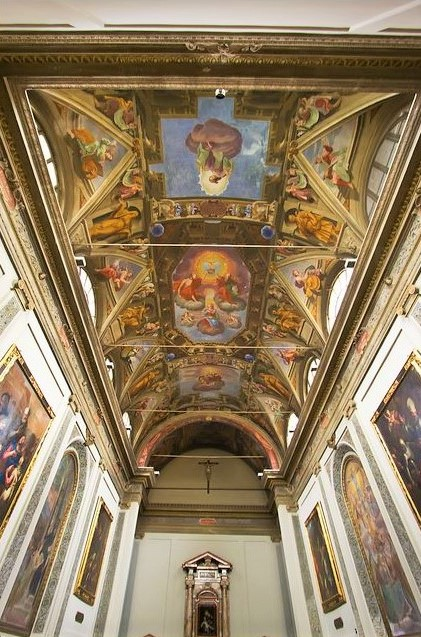
L'intérieur de l'église.
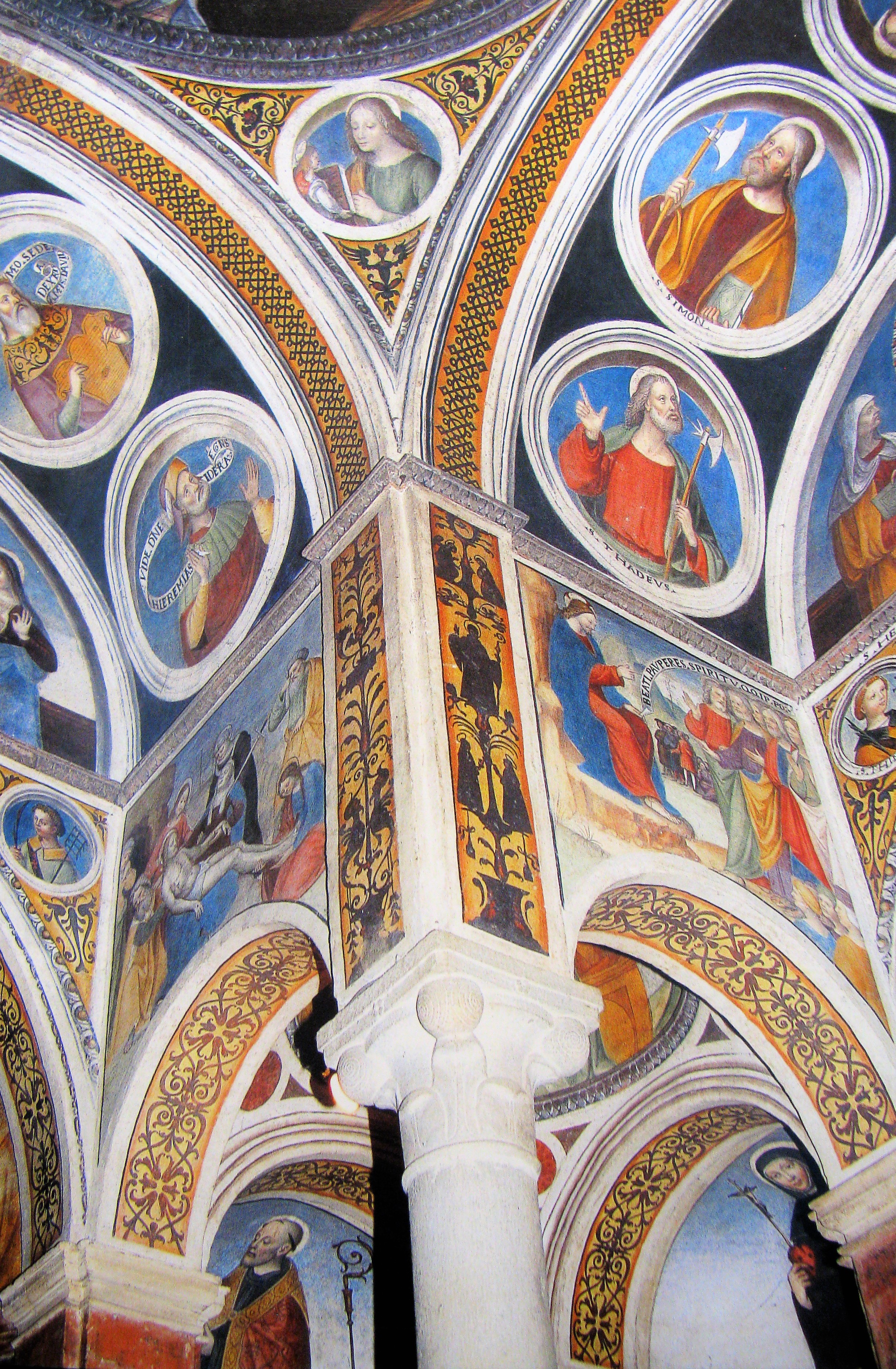
La chapelle de San Salvatore.
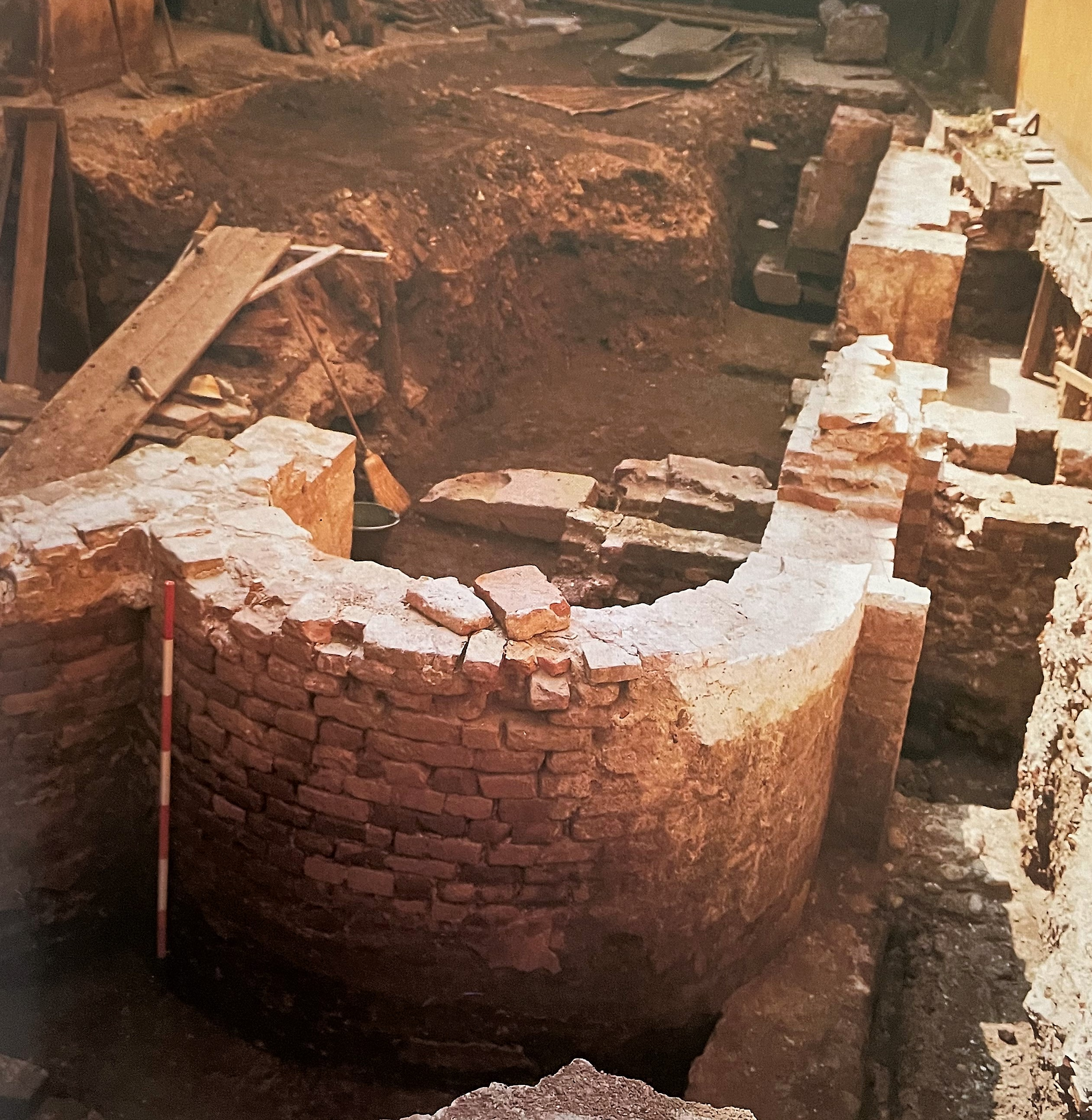
Les restes de l'oratoire de San Michele alla Pusterla de l'époque lombarde mis au jour lors des fouilles de 1970 et maintenant enterrés à nouveau.

## Architecture
Le monastère a été presque entièrement reconstruit au XVe siècle dans des formes gothiques et Renaissance et du complexe de l'époque lombarde précédente, seuls quelques éléments incorporés dans les constructions ultérieures subsistent.
A l'intérieur, le grand cloître du XVe siècle aux arcs élancés pleins de souffle, soutenu par des colonnes de marbre, est conservé. Les viroles des arcs sud sont recouvertes de tuiles en terre cuite portant des figures d'angelots, peut-être réalisées sur un dessin de Giovanni Antonio Amadeo. D'une arche à l'autre, des bustes de moines en prière se détachent en ronde-bosse sur un fond en forme de coquille. Du côté ouest du cloître, il ressemble à un portail gothique en terre cuite avec de très riches frises représentant des angelots et des grappes de raisin insérées dans un motif de feuillage. Sous le portique du côté sud se trouve une fresque de Bernardino de Rossi signée et datée de 1491, tandis que la façade orientale conserve d'autres fresques du XVe siècle. À l'étage supérieur du côté sud se trouve une loggia du XIVe siècle. 
Des traces de fresques des XVe et XVIe siècles sont apparues sur les autres faces, qui recouvrent également des arcs et sous-arcs. Dans la partie nord du cloître, on peut voir, insérés dans la maçonnerie, les vestiges du clocher massif (datant de l'époque lombarde) de l'oratoire de San Michele alla Pusterla, caractérisé (dans la partie subsistante) par des décorations avec des croix en brique en relief.
Le côté est du cloître donne accès à la petite église du Sauveur, également du XVe siècle, avec une croix grecque, avec des coupoles centrales et angulaires, couvertes comme les murs de fresques de Bernardino Lanzani. Le nom du concepteur de la petite église du Sauveur n'est pas connu, il doit certainement s'agir d'un architecte influencé par les innovations stylistiques introduites en Lombardie par Bramante dans les années quatre-vingt du XVe siècle, comme en témoigne le plan central de le bâtiment. La chapelle, à cinq coupoles, détail typiquement byzantin, peut-être influencé par la dépendance de l'institution vis-à-vis de la congrégation padouane, s'articule autour de quatre colonnes, tandis qu'en dessous, se trouve une crypte qui reproduit la même plante. La chapelle est presque entièrement décorée de fresques réalisées entre 1506 et 1507 par Bernardino Lanzani et ses élèves. À l'origine, le bâtiment abritait probablement le grand crucifix en feuille d'argent, commandé entre 963 et 965 par l'abbesse Raingarda et aujourd'hui conservé dans le transept gauche de la basilique San Michele Maggiore. L'église principale du monastère, autrefois dédiée à la Vierge et maintenant à Saint André, a été reconstruite en 1604, et est ornée de fresques et de stucs. La fresque à droite en entrant est l'œuvre de Luigi Pellegrini Scaramuccia de Pérouse et représente le Crucifix parmi un groupe de religieuses. La fresque ci-contre, avec Théodote présentant le modèle de l'église Saint-Benoît, est de Filippo Abbiati. Les fresques de la voûte sont également précieuses.